# Metagonia lepida
Metagonia lepida är en spindelart som beskrevs av Willis J. Gertsch 1986. Metagonia lepida ingår i släktet Metagonia och familjen dallerspindlar. Inga underarter finns listade i Catalogue of Life.